# Makomanai Open Stadium
Makomanai Open Stadium, anteriorment denominat Makomanai Sekisui Heim Stadium, és un estadi olímpic situat a la ciutat de Sapporo (Japó) que actualment acull partits de futbol.
Aquest estadi fou construït el 1971 amb motiu dels Jocs Olímpics d'Hivern de 1972 realitzats a la ciutat de Sapporo. En el transcurs dels Jocs fou utilitzat durant la cerimònia d'obertura i clausura així com per les proves de patinatge de velocitat sobre gel.
Al llarg de la seva història també ha allotjat la competició dels Jocs Asiàtics d'hivern de 1986 i dels Jocs Asiàtics d'hivern de 1990.